# إلمر ميتشيل
إلمر ميتشيل (بالإنجليزية: Elmer Mitchell)‏ هو مدرب كرة سلة أمريكي، ولد في 6 سبتمبر 1889، وتوفي في 15 يونيو 1983.

## وصلات خارجية
- إلمر ميتشيل على موقع كلية كرة السلة في سبورتس رفرنس.كوم (الإنجليزية)